# 翁健之
翁健之（1465年—？），字應乾，浙江紹興府餘姚縣人，明朝政治人物。

## 生平
成化二十二年（1486年）丙午科浙江鄉試第三名舉人（亞元），為《易》經魁，成化二十三年（1487年）丁未科進士。曾任禮部精膳司郎中，弘治十八年（1505年）八月升廣東布政使司左參政，正德四年（1509年）六月升廣西右布政使。

## 家族
曾祖翁斌；祖父翁賜，封刑部主事；父翁迪，刑部主事。母熊氏（封安人）。重庆下。